# Бартлетт, Эдвард Льюис
Эдвард Льюис «Боб» Бартлетт (англ. Edward Lewis "Bob" Bartlett; 20 апреля 1904, Сиэтл, Вашингтон — 11 декабря 1968, Кливленд, Огайо) — американский журналист и политик, один из двух первых сенаторов США от штата Аляска (1959—1968), член Демократической партии.

## Биография
Родился 20 апреля 1904 года в Сиэтле, учился в Вашингтонском университете (1922—1924) и в университете Аляски (1924—1925). Работал репортёром в Фэрбанксе в газете Fairbanks Daily News-Miner (1925—1933). В 1933 и 1934 годах являлся секретарём делегата территории Аляска в Палате представителей США Энтони Даймонда. С 1936 по 1939 год работал на золотом прииске, с 1937 по 1939 год возглавлял Аляскинскую комиссию по компенсациям за безработицу (Unemployment Compensation Commission of Alaska).
30 января 1939 года президент Франклин Рузвельт назначил Бартлетта секретарём территории Аляска, с 1942 по 1944 год он входил в Аляскинский военный совет (Alaska War Council). 6 февраля 1944 года Бартлетт ушёл в отставку с должности секретаря территории, когда решил выставить свою кандидатуру на выборах в Палату представителей США. Он был избран как кандидат Демократической партии в 79-й Конгресс в качестве делегата территории Аляска и сохранял за собой это место в шести следующих составах Конгресса. В 1958 году отказался от выдвижения своей кандидатуры, поскольку решил баллотироваться в Сенат США, и был избран 25 ноября 1958 года. 3 января 1959 года Аляска получила статус штата, и Бартлетт бессменно представлял её в Сенате до своей смерти 11 декабря 1968 года в Кливленде, штат Огайо. Похоронен в Фэрбанксе на Аляске в мемориальном парке Northern Lights.

## Память
Имя Бартлетта носят центральный корпус общежитий университета Аляски в Фэрбанксе (Bob Bartlett Hall), открытый в 1969 году, и региональная больница Бартлетт (первоначально — больница Св. Анны).
В 1971 году Феликс Уэлдон создал бронзовую статую Бартлетта, которая была установлена в Национальном скульптурном зале в Капитолии США.